# 歌川貞景
歌川 貞景（うたがわ さだかげ、生没年不詳）とは、江戸時代の浮世絵師。

## 来歴
初代歌川国貞の門人。本姓は小島、通称庄五郎。五湖亭と号す。江戸の目白台但馬屋敷に住む。作画期は文政から天保の頃にかけてで、国貞風の美人画や多数の版本の挿絵を描いた。肉筆画も残す。

## 作品
- 『狂歌竹豊集』1冊　※文政10年（1827年）刊行、便々館編。国貞らも挿絵を描く。
- 『秋雨夜話』三編九巻　人情本　※天保2年（1831年）刊行、まるのやかく子（為永春水）作
- 『八の萼藤王伝記』六巻　※天保4年（1833年）刊行、十返舎一九作。合巻
- 「伊賀寿太郎・市川団十郎　滝夜叉姫・岩井半四郎　渡辺つな・坂東三津五郎」　大判錦絵3枚続　早稲田大学演劇博物館所蔵　※文政16年（1823年）11月、江戸市村座『大和大和花山樵』より
- 「四雅之内」
- 「当世四季ノ詠」
- 「三美人図」　絹本着色三幅対　東京国立博物館所蔵　※文政10年頃